# Maurício Barbieri
Maurício Nogueira Barbieri (São Paulo, 30 de setembro de 1981) é um treinador de futebol brasileiro. Atualmente está sem clube.

## Carreira

### Início
Formado em Esporte na Universidade de São Paulo, Barbieri fez estágio no Porto, campeão da Liga dos Campeões da UEFA de 2003–04 sob o comando de José Mourinho.
| “                                       | Meu estágio foi essencialmente na base. Tive pouco contato com a equipe profissional e com o Mourinho em si. Tive contato com a filosofia de trabalho, com profissionais que seguiam a mesma linha e eram cabeças da metodologia que o Mourinho estava utilizando na época. Isso para mim abriu muitos horizontes, me fez repensar em muitas coisas com as quais eu não tinha contato aqui no Brasil. | ” |
| — Barbieri em entrevista ao UOL em 2015 | |   |

Seu primeiro trabalho profissional foi no Audax Osasco em 2004, trabalhando com a formação de jovens. Em 2010, ele foi promovido para o primeiro time como gerente assistente.[carece de fontes?]

### Audax Rio
Em 20 de setembro de 2011, Barbieri foi nomeado como técnico do Audax Rio, e conseguiu alcançar o acesso ao Campeonato Carioca no ano seguinte, como vice-campeão do Cariocão B.

### Red Bull Brasil
Em 12 de novembro de 2013, foi anunciado no comando do Red Bull Brasil.
Após conseguir a promoção do Campeonato Paulista Série A2 e levar o clube ao primeiro campeonato nacional de sua história, Barbieri renovou seu contrato por mais um ano em 21 de setembro de 2015.

### Guarani
Após deixar o Red Bull Brasil no final de seu contrato, em 20 de fevereiro de 2017 substituiu Ney da Matta no Guarani.
Em 23 de março de 2017, após apenas seis partidas no comando, Barbieri deixou o comando do Guarani.

### Desportivo Brasil
Posteriormente foi contratado pelo Desportivo Brasil. Deixou o clube em 9 de janeiro de 2018, depois de aceitar uma oferta do Flamengo para fazer parte da comissão técnica permanente.

### Flamengo
Foi confirmado como interino do Flamengo após Paulo César Carpegiani deixar o clube após a derrota para o Botafogo e ter sido eliminado do Carioca. Barbieri foi nomeado treinador interino em 30 de março de 2018 e  sua estreia aconteceu em 7 de abril de 2018, em um amistoso contra o Atlético Goianiense, no Estádio Olímpico.
Sua efetivação foi anunciada no dia 28 de junho de 2018.

### Goiás
Em 2 de dezembro de 2018, foi anunciado como novo técnico do Goiás para a temporada de 2019. Porém, em 21 de abril de 2019, foi demitido após duas derrotas na final do Campeonato Goiano.

### América Mineiro
Em 6 de maio de 2019, foi anunciado como novo técnico do América Mineiro. Acabou sendo demitido no dia 15 de julho, após a equipe sofrer uma goleada de 4 a 0 para o Figueirense.

### CSA
No dia 10 de dezembro de 2019, o CSA anunciou o técnico Maurício Barbieri para a temporada 2020. Foi demitido em 10 de fevereiro de 2020, após uma sequência de resultados ruins.

### Red Bull Bragantino
Em 2 de setembro de 2020, foi contratado como novo técnico do Red Bull Bragantino, substituindo o técnico Felipe Conceição, que foi demitido. Sob o comando de Barbieri, o Massa Bruta conseguiu se classificar para a Copa Sul-Americana de 2021, terminando na 10º posição do Campeonato Brasileiro.
Em 2021, conseguiu levar o Red Bull Bragantino à sua primeira final internacional, contra o Athletico, pela Copa Sul-americana. Entretanto, a equipe paulista foi derrotada . Apesar do vice-campeonato, o treinador conseguiu levar o Red Bull Bragantino para a disputa da Copa Libertadores da América de 2022 pela primeira vez.
No dia 10 de novembro de 2022, Barbieri foi demitido do clube após uma sequência de maus resultados. Comandou o time em 151 jogos, conquistando 58 vitórias, 45 empates e 51 derrotas, obtendo 48,6% de aproveitamento.

### Vasco da Gama
Em 6 de dezembro de 2022, assinou contrato de dois anos e foi anunciado como novo treinador do Vasco da Gama.
Na sexta rodada do Campeonato Brasileiro, após o Vasco perder por 1–0 para o Santos, em São Januário, e terminar a rodada na 16ª colocação, Barbieri foi questionado a respeito do jogo na coletiva de imprensa, onde ele afirmou que o Santos nunca havia sido rebaixado e que estava acostumado a jogar na elite. A sua fala, causou revolta na torcida, porém dias depois Barbieri pediu desculpas.
Após um mau início no Campeonato Brasileiro, sendo oito jogos sem vencer e quatro derrotas consecutivas, foi cogitada sua demissão depois de uma derrota por 4–1 para o arquirrival Flamengo, mas a diretoria do Vasco juntamente com o respaldo da 777 Partners decidiu pela permanência do treinador. Dias depois, organizadas do Vasco foram ao CT Moacyr Barbosa cobrar todos que trabalham no clube, e o treinador chamou a responsabilidade e conversou com os torcedores a fim de obter apoio.
Em 22 de junho de 2023, após o Vasco perder para o Goiás por 1–0, em São Januário, e consequentemente emplacar a sexta derrota consecutiva no Campeonato Brasileiro, Barbieri foi demitido do comando técnico.

### Juárez
Em 05 de fevereiro de 2024, foi anunciado como novo treinador do Juárez, do México. Sendo a primeira equipe do exterior em sua carreira. Barbieri recebe o clube na vice-lanterna do Clausura, 2º turno do campeonato mexicano da temporada 2023/24. O time tem dois empates e três derrotas em cinco jogos. Na coletiva de imprensa, o treinador reconheceu o início ruim da equipe e mostrou confiança ao prometer consertar os erros com o seu trabalho.
Durante a sua passagem, teve que encarar a região dominada pela violência, mas que não foi impeditivo para realizar seu trabalho e conquistou marcas inéditas no clube.
Em 30 de outubro de 2024, foi demitido do comando técnico do clube. Teve um bom começo de trabalho, na qual deixou o clube na 12ª colocação no torneio Clausura, assim repetindo o melhor resultado do clube no Campeonato Mexicano. Foi o treinador responsável por conduzir o clube a três vitórias consecutivas, feito inédito na história da equipe. Também quebrou um jejum de seis meses sem vitórias. Na outra temporada, não conseguiu obter o mesmo desempenho de antes, com apenas três vitórias em quatorze jogos no Torneio Apertura, deixou o clube na penúltima colocação.

### Athletico Paranaense
Em 16 de dezembro de 2024, foi anunciado como novo treinador do Athletico Paranaense, com a missão de levar o clube à elite do Campeonato Brasileiro.
No dia 4 de maio de 2025, o treinador não resistiu à derrota por 4 a 1 para o Botafogo-SP, na Ligga Arena, pela sexta rodada da Série B do Campeonato Brasileiro, e acabou demitido do cargo.